# Vítor Baptista
Vítor Manuel Ferreira Baptista (Setúbal, 18 ottobre 1948 – 1º gennaio 1999) è stato un calciatore portoghese, di ruolo attaccante.

## Carriera

### Nazionale
Ha collezionato 11 presenze con la propria Nazionale.

## Palmarès

### Club

#### Competizioni nazionali
- Coppa del Portogallo: 2

Vitória Setúbal: 1966-1967
Benfica: 1971-1972
- Campionato portoghese: 5

Benfica: 1971-1972, 1972-1973, 1974-1975, 1975-1976, 1976-1977

#### Competizioni internazionali
- Pequeña Copa del Mundo: 1

Vitória Setúbal: 1970